# Hermione Norris
Hermione Norris es una actriz inglesa, más conocida por sus interpretaciones en Cold Feet como Karen Marsden, en Wire in the Blood como DCI Carol Jordan y en Spooks como Ros Myers.

## Biografía
Hermione es hija de Michael Norris, un hombre de negocios y Helen Norris, tiene dos hermanas y un hermano y dos medias hermanas; su padre le puso Hermione por la hija de Helena de Troya. Sus padres se divorciaron cuando Norris tenía cuatro años sus padres se divorciaron y se mudó con su madre y hermanos a vivir con su abuela en Derbyshire, pero se mudaron a Londres años más tarde. 
Norris no pasó su examen pero ganó una beca para la escuela de ballet Elmhurst en Surrey, mientras tanto a la edad de diecisiete años toma clases de drama después de la escuela, los siguientes dos años realizó trabajos de oficina. 
A los diecinueve años ingresó a la "Academia de Música y Arte Dramático de Londres LAMDA" en 1980 antes de tomar pequeños papeles en teatro y televisión. En un intercambio con la escuela de arte de Moscú participó en una producción llamada The Seagull, donde interpretó el papel de Nina. Después de dejar la universidad a la edad de 21 años, Norris ya vivía en Brixton junto con otros cuatro actores y a la edad de 21 tuvo que sobrellevar la repentina muerte de su padre.
Hermione Norris comenzó en el 2002 una relación con Simon Wheeler un guionista y productor británico, quien escribió Wire in the Blood donde participó Norris. Simon es el jefe de Development at TV Production company Coastal.
La pareja se casó en diciembre del 2002 en una ceremonia en la Torre de Londres, tuvieron su primer hijo Wilf en junio de 2004 y en agosto del 2007 nació su hija Hero (quien fue nombrada por un personaje en la obra de Shakespeare, Much Ado About Nothing).

## Carrera
Hermione ha hecho televisión, películas y teatro; también ha participado en varios anuncios de televisión y ha dado su voz, para diferentes empresas, entre ellas Bathstore, antes de comenzar su carrera fue bailarina.
Algunas de sus participaciones en el teatro fueron: en 1989 en la comedia romántica A Midsummer Night's Dream donde interpreta a Helena, en 1991 en la obra dramática Man and Superman como Ann Whitfield; en 1994 en September Tide dándole vida a Cherry, entre 1995 y 1996 participó en la obra que relata un triángulo amoroso Look Back in Anger como Helena y en Blinded by the Sun como Bárbara y por último en el 2005 hizo su aparición en la obra Petronella, dándole vida a Petronella.
Sus primeras apariciones en televisión incluyen papeles en Agatha Christie de Poirot, en 1991 la serie de televisión Clarissa, y en el mismo año su participación en un episodio de Drop the Dead Donkey. Norris participó como personaje invitado en las series Between the Lines y Casualty.
Cuando no se encontraba trabajando en la TV, trabajaba en un supermercado. Después de estar sin trabajo durante cuatro meses en 1996, dejó de fumar y comenzó a leer para obtener una licenciatura en derecho, con la intención de convertirse en abogado. 
Sin embargo, obtuvo un papel en la serie Cold Feet, donde interpretó a Karen Marsden, una mujer de clase media que se sentía atrapada por su estilo de vida, Norris apareció en todos los episodios y fue nominada para el Premio de Comedia Británica en la categoría a la Mejor Actriz de Comedia en el 2001. 
Norris apareció en un papel de liderazgo en la serie dramática de la BBC, Berkley Square, también participó en Killing Time: The Millennium Poem, al lado de Christopher Eccleston y en el 2002 filmó Falling Apart donde interpretaba a una mujer que estaba sumida en una relación violenta: ese mismo año participó en Wire in the Blood, donde interpretó a la inspectora detective Carol Jordan desde el 2002 hasta el 2005, para luego ser reemplazada por la actriz Simone Lahbib. 
Del 2007 al 2009 participó en la serie Kingdom donde interpretó a Beatrice Kingdom, la media hermana de Peter Kingdom (Stephen Fry), quien aparece por primera vez durante el primer episodio tras salir de rehabilitación.
En el 2006 se integró a la serie británica Spooks, donde obtuvo el papel de Ros Myers, pero en el 2007 tuvo que abandonar la serie para dar a luz a su segundo bebé y tomar tiempo libre para estar con su familia. Sin embargo en el 2008 regresó. Su participación en Spooks la hizo merecedora del premio a la Mejor Actriz en la edición inaugural de los Premios ITV3 Crime Thriller. En una entrevista Norris confirmó que su personaje no regresaría para la novena temporada, pero se mantuvo en secreto cómo saldría de la serie. En el 2010 se reveló que su personaje murió luego de intentar salvar al secretario británico que se encontraba atrapado en un hotel, el cual fue bombardeado.
En el 2010 se unió a la serie dramática Bouquet of Barbed Wire donde interpretó a Cassie Mason, junto a Trevor Eve.
En el 2011 se unirá a la serie dramática de ciencia ficción Outcasts donde interpretará a Stella Isen, la jefa de seguridad de una colonia humana, que sacrifica todo por la oportunidad de salvar al mundo.
En el 2012 aparecerá en la serie A Mother's Son donde dará vida a Rosie, junto a los actores Ellie Bamber, Greg Bennett y Antonia Clarke.
En mayo del 2014 se anunció que Hermione aparecería como invitada en un episodio de la octava temporada de la serie Doctor Who.

## Filmografía

### Series de televisión
| Año                                         | Título                   | Personaje                   | Notas                                                  |
| ------------------------------------------- | ------------------------ | --------------------------- | ------------------------------------------------------ |
| 2020                                        | Between Two Worlds       | Cate Walford                | 10 episodios                                           |
| 1997 - 2001, 2003, 2016 - 2017, 2019 - 2020 | Cold Feet                | Karen Marsden               | 60 episodios                                           |
| 2019                                        | Luther                   | Vivien Lake                 | 4 episodios                                            |
| 2018                                        | Innocent                 | Alice Moffatt               | 4 episodios - miniserie                                |
| 2014 - 2016                                 | In the Club              | Roanna                      | 12 episodios - miniserie                               |
| 2014                                        | Doctor Who               | Lundvik                     | episodio "Kill the Moon"                               |
| 2014                                        | The Crimson Field        | Grace Carter                | 6 episodios - miniserie                                |
| 2013                                        | Miss Marple              | Evelyn Hillingdon           | episodio "A Caribbean Mystery"                         |
| 2012                                        | A Mother's Son           | Rosie                       | 2 episodios - miniserie                                |
| 2011                                        | Outcasts                 | Stella Isen                 | 8 episodios                                            |
| 2010                                        | Bouquet of Barbed Wire   | Cassie Mason                | 3 episodios                                            |
| 2006 - 2009                                 | Spooks                   | Ros Myers                   | 34 episodios                                           |
| 2007 - 2009                                 | Kingdom                  | Beatrice Kingdom            | 16 episodios                                           |
| 2002 - 2005                                 | Wire in the Blood        | Det. Carol Jordan           | 14 episodios                                           |
| 1999                                        | Peak Practice            | Penny                       | episodio "New Beginnings"                              |
| 1999                                        | Heartbeat                | Diane Palmer                | episodio "David Stockwell's Ghost"                     |
| 1998                                        | Berkeley Square          | Victoria St. John           | 10 episodios                                           |
| 1998                                        | The Bill                 | Louise Golding              | episodio "Friends in High Places"                      |
| 1997                                        | Get Well Soon            | Vanessa Del Ray             | episodio "The Whist Drive"                             |
| 1997                                        | Cadfael                  | Mary                        | episodio "The Raven in the Foregate"                   |
| 1997                                        | See You Friday           | Sophie                      | 4 episodios                                            |
| 1991, 1994                                  | Casualty                 | Bobbie Croft / Abby Larwood | 2 episodios                                            |
| 1993                                        | Between the Lines        | Gail Myles                  | episodio "Manslaughter"                                |
| 1993                                        | Agatha Christie's Poirot | Celestine                   | episodio "The Jewel Robbery at the Grand Metropolitan" |
| 1992                                        | Screen Two               | Caroline                    | episodio "The Count of Solar"                          |
| 1991                                        | The Men's Room           | Joanna                      | episodio # 1.4                                         |
| 1991                                        | Drop the Dead Donkey     | Octavia                     | episodio "The Gulf Report"                             |

### Cine
| Año  | Título                             | Personaje          | Notas                                                                                 |
| ---- | ---------------------------------- | ------------------ | ------------------------------------------------------------------------------------- |
| 2014 | Agatha Raisin: The Quiche of Death | Jo Cummings-Browne | junto a Robert Bathurst, Ashley Jensen, Richard Durden, Mathew Horne y Timothy Renouf |
| 2006 | The Kindness of Strangers          | Fiona Charters     | junto a Julie Graham y Neil Pearson                                                   |
| 2005 | Separate Lies                      | Priscilla          | con Tom Wilkinson y Emily Watson                                                      |
| 2003 | Lucky Jim                          | Carol Goldsmith    | junto a Helen McCrory y Keeley Hawes                                                  |
| 2003 | Quicksand                          | Sarah              | junto a Michael Keaton                                                                |
| 2002 | Falling Apart                      | Clare              | junto a Tamsin Greig y Mark Strong                                                    |
| 2000 | Born Romantic                      | Carolanne          | junto a Adrian Lester, Paddy Considine, Jimi Mistry y Olivia Williams                 |
| 1999 | Mad Cows                           | Petronella         | junto a Anna Friel y Joanna Lumley                                                    |
| 1997 | The Pale Horse                     | Hermia Redcliffe   | junto a Andy Serkis y Colin Buchanan                                                  |
| 1997 | Hospital!                          | Heather            | junto a Bob Peck, Greg Wise y Celia Imrie                                             |
| 1991 | Clarissa                           | Anna Rowe          | junto a Saskia Wickham y Sean Bean                                                    |
| 1990 | Blood Rights                       | Virginia           | junto a Christopher Eccleston y Robert Glenister                                      |

### Narradora
| Año  | Título                                                 | Notas       |
| ---- | ------------------------------------------------------ | ----------- |
| 2012 | A Year in the Wild                                     | 3 episodios |
| 2002 | White Tie and Diamonds: Posh and Becks World Cup Party | -           |

### Teatro
| Año         | Obra                      | Personaje      | Director (a)       | Teatro                 | Notas                                                |
| ----------- | ------------------------- | -------------- | ------------------ | ---------------------- | ---------------------------------------------------- |
| 2010 - 2011 | Blithe Spirit             | Ruth           | Thea Sharrock      | Theatre Royal          | junto a Robert Bathurst y Ruthie Henshall            |
| 2005        | Petronella                | Petronella     | Indhu Rubasingham  | -                      | -                                                    |
| 1996        | Blinded by the Sun        | Barbara        | Ron Daniels        | Royal National Theatre | -                                                    |
| 1995        | Reader                    | Secretaria     | Ian Brown          | Traverse Theatre       | -                                                    |
| 1995        | Look Back in Anger        | Helena Charles | Gregory Hersov     | Royal Exchange Theatre | junto a Michael Sheen, Dominic Rowan y Alison Porter |
| 1995        | Charley's Aunt            | Amy Spettigue  | Emil Wolk          | Royal Exchange Theatre | junto a Philip Bowen, Dominic Rowan y Michael Sheen  |
| 1994        | September Tide            | Cherry         | Celia Bannerman    | Comedy Theatre         | -                                                    |
| 1991        | Three Judgements in One   | Dona Violante  | Simon Usher        | -                      | -                                                    |
| 1991        | Man and Superman          | Ann Whitfield  | Helena Kaut-Howson | Citizens Theatre       | -                                                    |
| 1989        | A Midsummer Night's Dream | Helena         | Richard Digby Day  | Mercury Theatre        | -                                                    |

## Premios y nominaciones
| Año  | Categoría                          | Serie     | Premio                     | Resultado |
| ---- | ---------------------------------- | --------- | -------------------------- | --------- |
| 2008 | Mejor actriz                       | Spooks    | ITV3 Crime Thriller Awards | Ganó      |
| 2001 | Mejor actriz de comedia televisiva | Cold Feet | British Comedy Award       | Nominada  |